# Lesbenring
Lesbenring (букв. с нем. — «лесбийское кольцо») — крупнейшая лесбийская организация Германии со штаб-квартирой в Гейдельберге.

## История
Организация Deutscher Lesbenring e.V. была создана в мае 1982 года в Кёльне как всегерманская феминистская организация лесбиянок, объединяющая более мелкие группы в регионах (например, в 1992 году насчитывалось около 50 таких групп). В 1985 году был принят современный сокращённый вариант названия — Lesbenring. В 1994 году после пересмотра программы организации Lesbenring стал рассматривать себя частью автономного женского движения. К 1994 году в организации насчитывалось около 1000 членов.

## Деятельность
Организация плотно сотрудничает с Союзом геев и лесбиянок Германии и является членом Германского Женского Совета (нем. Deutscher Frauenrat) и Международной ассоциации лесбиянок и геев (ILGA).
Lesbenring выступает с феминистических позиций и борется с дискриминацией женщин вообще и лесбиянок в частности. Кроме того, организация осуществляет помощь лесбиянкам с миграционным прошлым и помогает им добиться в Германии политического убежища.